# Eupithecia robertata
Eupithecia robertata är en fjärilsart som beskrevs av Rougemont 1903. Eupithecia robertata ingår i släktet Eupithecia och familjen mätare. Inga underarter finns listade i Catalogue of Life.